# تشارلز إتش. تومسون
تشارلز إتش. تومسون هو سياسي أمريكي، ولد في 29 نوفمبر 1935، وتوفي في 23 أكتوبر 2012.